# ليزا هينسون
ليزا هينسون (بالإنجليزية: Lisa Henson)‏ هي منتجة أفلام ومنتجة تلفزيونية أمريكية، ولدت في 9 مايو 1960 في مقاطعة ويستتشستر في الولايات المتحدة.

## وصلات خارجية
- ليزا هينسون على موقع IMDb (الإنجليزية)
- ليزا هينسون على موقع قاعدة بيانات الفيلم (الإنجليزية)